# Oukoureï
 (août 2025).
Oukoureï (en russe : Укуре́й, de l'évenki укури / ukuri, « colline ronde ») est un village russe du raïon de Tchernychevsk du kraï de Transbaïkalie, en Sibérie. Il fait partie de l'établissement rural de Oukoureï, et sa population s'élevait à 238 habitants au recensement de 2021.

## Géographie
Le village de Oukoureï se situe dans le kraï de Transbaïkalie, un kraï situé en Transbaïkalie, région de Sibérie orientale, en Russie. Il fait partie du district fédéral extrême-oriental. Le village fait partie du raïon de Tchernychevsk, un raïon du kraï, avec Tchernychevsk comme centre administratif. Il fait partie de l'établissement rural de Oukoureï, une municipalité dont il est le chef-lieu. La municipalité comprend aussi les villages de Chivia-Nadeliaïevo et de Chtchebionotchny Zavod,.
Le fuseau horaire du village est MSK+6 (heure de Iakoutsk). Le décalage horaire appliqué par rapport au temps universel coordonné est +09:00.

## Histoire
La fondation du village en 1908 est lié à la création d'une gare lors de la construction du transsibérien sur la section entre Kouïenga et Ouïoum, gare ouverte en 1910. Un dépôt ferroviaire y fut construit, qui fonctionna jusqu'à la création d'un dépôt ferroviaire en 1936 à Tcherychevsk.
De 1912 à 1922, le village s'appelait Novonikolaïevskn avant d'être renommé Nikolaïevsk en 1922.
En mai 1930, deux communes de travailleurs (kolkhozes) furent établies dans les villages (nommées « Commune de Paris » et « Premier Mai »), qui furent réunies par la suite en une seule commune de travailleurs. En 1992, le kolkhoze fut transformée en société privée, avant d'être liquidée en 1999.
En 1955, le ville fut rebaptisé Ouroukeï.

## Démographie
Recensements (*) et estimations de la population,,,:
| 1910 | 1989* | 2002* | 2010* |
| ---- | ----- | ----- | ----- |
| 55   | 1 046 | 862   | 662   |

| 2021* | - | - | - |
| ----- | - | - | - |
| 238   | - | - | - |

## Voies de communication et transports
Le village est desservi par la gare d'Oukoureï, située sur le chemin de fer transsibérien. La gare et l'ensemble de ses installations ont été rénovées en juin 2018 dans le cadre d'un projet de modernisation de l'infrastructure ferroviaire des chemins de fer de Baïkalie, de Transbaïkalie et de Priamourié.